# Mamma Mia! Spet začenja se
Mamma Mia! Here We Go Again je ameriško-britanska glasbeno romantična komedija na glasbo skupine ABBA. Film je luč sveta ugledal 20. junija 2018, v Sloveniji pa 28. julija 2018.
Snemanje filma je potekalo na hrvaškem otoku Vis. 

## Igralci
| Igralec             | Vloga                                                                       |
| ------------------- | --------------------------------------------------------------------------- |
| Amanda Seyfried     | Sophie Sheridan-Rymand (Donina hči)                                         |
| Meryl Streep        | Donna Sheridan (Sophina mati lastnica hotela Vila Bella Donna, Samova žena) |
| Lily James          | mlada Donna Sheridan                                                        |
| Christine Baranski  | Tanya Chesham-Leigh (Donina prijateljica)                                   |
| Jessica Keenan Wynn | mlada Tanya Chesham                                                         |
| Julie Walters       | Rosie Mulligan (Donina prijateljica)                                        |
| Alexa Davies        | mlada Rosie Mulligan                                                        |
| Pierce Brosnan      | Sam Carmichael (Donin mož)                                                  |
| Jeremy Irvine       | mladi Sam Carmichael                                                        |
| Colin Firth         | Harry Bright (Britanski bankir)                                             |
| Hugh Skinner        | mladi Harry Bright                                                          |
| Stellan Skarsgård   | Bill Anderson (švedski mornar in pisatelj)                                  |
| Josh Dylan          | mladi Bill Anderson                                                         |
| Dominic Cooper      | Skyler „Sky” Zachary Rymand (Sophin zaročenec)                              |
| Andy García         | Fernando Cienfuegos                                                         |
| Cher                | Ruby Sheridan (Donina mati)                                                 |
| Maria Vacratsis     | Sofia                                                                       |
| Panos Mouzurakis    | Lazaros                                                                     |
| Gerard Monaco       | Alexio                                                                      |
| Anna Antoniades     | Apollonia                                                                   |
| Björn Ulvaeus       | profesor                                                                    |
| Benny Andersson     | pianist                                                                     |
| Jonathan Goldsmith  | Rafael Cienfuegos                                                           |

## Glasba
V filmu slišimo naslednje pesmi skupine ABBA:
1. „When I Kissed the Teacher” – mlada Donna in Dynamos
2. „I Wonder (Departure)” – mlada Donna
3. „One of Us” – Donna in Skyler
4. „Waterloo” – mladi Harry in Donna
5. „Why Did It Have to Be Me?” – mladi Bill, Donna in Harry
6. „I Have a Dream” – Sophie Sheridan
7. „Kisses of Fire” – Lazaros, mladi Tanya in Rosie
8. „Andante, Andante” – mlada Donna
9. „The Name of the Game” – mlada Donna
10. „Knowing Me, Knowing You” – mlada Sam in Donna, Sam in Sophie
11. „Angel Eyes” – Sophie, Rosie, Tanya
12. „Mamma Mia” – mlada Donna i Dynamos
13. „Dancing Queen” – Sophie, Rosie, Tanya, Sam, Bill i Harry
14. „I’ve Been Waiting For You” – Sophie, Rosie, Tanya
15. „Fernando” – Ruby Sheridan in Fernando Cienfuegos
16. „My Love, My Life” – Sophie, mlada Donna, Donna
17. „Super Trouper” – Ruby, Donna, Rosie, Tanya, Sophie, Sky, Sam, Bill, Harry
18. „The Day Before You Came” – Donna